# Clusiosoma minutum
Clusiosoma minutum är en tvåvingeart som först beskrevs av Meijere 1913.  Clusiosoma minutum ingår i släktet Clusiosoma och familjen borrflugor. Inga underarter finns listade i Catalogue of Life.